# うしみつジャンボリー
「うしみつジャンボリー」は、スターダストレビュー57枚目のシングル。2019年7月24日に発売された。DVD付初回限定盤と通常盤の2形態で発売。アルバム『年中模索』に収録。

## 制作
- 本作はバンド初のテレビアニメ主題歌である[6]。

- 当初、バンド側には『ゲゲゲの鬼太郎（過去の主題歌）』を意識しないで作ってというオファーが寄せられたが、根本要はこのオファーに驚き、むしろ『ゲゲゲ』側に寄せたいと答え、佐橋佳幸や社長にもそのことを説明したと振り返っている[6]。
- タイトルチューンの音像がアルバム『還暦少年』から繋がっている、とインタビュアー・石角友香から指摘された際、根本は佐橋の力によるものと答えている[6]。
- 根本は本楽曲のデモテープについて、佐橋から「初期段階のレゲエ」、すなわちエリック・クラプトンやポール・サイモンが作っていたころのレゲエだと言われたと答えている[6]。

## 収録曲
全曲　作曲：根本要、編曲：佐橋佳幸

### CD
1. うしみつジャンボリー
2. 作詞：根本要
3. フジテレビ系アニメ「ゲゲゲの鬼太郎」エンディング主題歌
4. 泣きたいなら
5. 作詞：松井五郎
6. かつて島谷ひとみへ提供・リリースされた同曲（2008年3月19日発売）のセルフカバー
7. うしみつジャンボリー（Instrumental）

### DVD（初回限定盤のみ）
沖縄世界遺産LIVE スターダスト☆レビューin中城城跡「スタ☆レビ日本百景濃縮ライブ」より　2019年3月30日 沖縄 中城城跡 野外特設ステージ
1. トワイライト・アヴェニュー
2. 木蘭の涙
3. 世界はいつも夜明け前
4. Northern Lights -輝く君に-
5. 銀座ネオン・パラダイス